# Teoría del consumidor
La teoría del consumidor es la rama de la  microeconomía, que estudia la conducta de los agentes económicos, en cuanto consumidores y cómo asignan su renta a la compra de diferentes bienes y servicios. 
La teoría relaciona las preferencias y las restricciones presupuestarias a las curvas de demanda del consumidor. Las decisiones de los consumidores sirven para entender cómo afectan las variaciones de la renta y de los precios a la demanda de bienes y por qué las demandas de algunos productos son más sensibles que otras a las variaciones de los precios y de la renta.

## Teoría neoclásica del consumidor
Es la teoría más comúnmente recogida en los manuales de microeconomía. Y entre los supuestos más fuertes están:
1. Las preferencias del consumidor pueden modelizarse como una función de utilidad U convexa y al menos dos veces diferenciable.
2. Las funciones de utilidad no varían en el proceso de consumo, esto tiene el efecto de que el consumidor se comporta igual que si antes de consumir nada decidiera como distribuir la renta disponible (en lugar de ajustar adaptativamente el consumo a medida que gasta la renta disponible).

De acuerdo con estos supuestos, dado un nivel de precios un consumidor perfectamente racional consumirá cantidades de cada bien de tal manera que la utilidad total sea la máxima posible compatible con la renta disponible. Es decir, un consumidor racional consumiría cantidades de bienes {\displaystyle (Q_{1}^{*},\dots ,Q_{n}^{*})} de tal manera se cumpla:

{\displaystyle U(Q_{1}^{*},\dots ,Q_{n}^{*})=\max _{(Q_{1},\dots ,Q_{n})\in {\mathcal {R}}}U(Q_{1},\dots ,Q_{n})}

Donde el conjunto se refiere al conjunto de valores a los que afecta la restricción presupuestaria:

{\displaystyle {\mathcal {R}}=\{(Q_{1},\dots ,Q_{n})\in \mathbb {R} _{+}^{n}|\ P_{1}Q_{1}+\dots +P_{n}Q_{n}=Y_{d}\}}

Donde:
{\displaystyle (P_{1},\dots ,P_{n})\in \mathbb {R} _{+}^{n}} es el vector de precios (positivos) de los n bienes de la economía.
{\displaystyle Y_{d}\,} es la renta disponible del individuo para el consumo.

### Consecuencias
- Los supuestos anteriores implican que existe una curva de demanda continua para cada consumidor.
- Los supuestos anteriores implican que no existen bienes insustituibles, es decir, que una disminución en el consumo de un bien, puede ser compensada con un mayor consumo de otros bienes. Esta consecuencia ha sido criticada, argumentando que ciertos bienes, como algunos alimentos, son necesarios y no son intercambiables por una mayor cantidad de ocio por ejemplo.

## Teoría poskeynesiana del consumidor
La teoría del consumidor poskeynesiana difiere abruptamente de la anterior al admitir que las preferencias tienen una estructura lexicográfica incompatible con la existencia de una función de utilidad escalar. Así el consumidor dividiría los bienes entre categorías y preasignaría una parte de la renta a cada categoría distribuyendo entre los bienes de cada categoría posteriormente el presupuesto. Existe una cierta evidencia empírica de que los consumidores gastan su dinero de esta manera. Las ideas básicas proceden de Nicholas Georgescu-Roegen y Herbert Simon de la escuela behaviorista. 
Los principios básicos, de acuerdo con Marc Lavoie, son:
1. Racionalidad procedimental (Herbert Simon). El consumidor se regiría por reglas o hábitos no compensadores.
2. Saciedad (Georgescu-Roegen). Más allá de un umbral finito la necesidad queda satisfecha y consumir más unidades no aumenta la satisfacción o "utilidad".
3. Separación (Lancaster). El consumidor divide los bienes y necesidades en diversas categorías, débilmente relacionadas (medidas a partir de las elasticidades-precio cruzadas).
4. Subordinación (Georgescu-Roegen). Las necesidades están jerarquizadas y subordinadas unas a otras.
5. Crecimiento (Georgescu-Roegen, Pasinetti). El tiempo y el aumento de ingresos permiten pasar de una necesidad a otra de forma escalonada.
6. Dependencia (J. K. Galbraith). Las necesidades están influidas por la publicidad, las modas, la cultura y los amigos.
7. Herencia (Georgescu-Roegen). Las elecciones de hoy están condicionadas por las elecciones de ayer. De acuerdo con esto a medida que mejora o empeora la renta de un consumidor las variaciones de las cantidades consumidas serán dependientes de las del pasado más que decisiones optimizadoras.

### Racionalidad procedimental
Se ha comprobado empíricamente que la gran mayoría de decisiones de los consumidores son espontáneas y se basan en rutinas o procedimientos que no atiende a más de uno o dos criterios. Los consumidores no examinan sistemáticamente todas las opciones posibles, salvo para ciertos bienes. Los procedimientos dependen mucho más de la costumbre previa que del análisis racional de todas las posibilidades. Ese medio para decidir, llamado racionalidad procedimental, proporciona un medio rápido y sencillo de tomar decisiones, un procedimiento de optimización riguroso entre todas las posibilidades podría ser inadecuado. Por tanto, podemos decir, que un consumidor con información limitada y conocimientos limitados está siendo racional al escoger métodos procedimentales de elección, pero este tipo de racionalidad no es la racionalidad optimizadora que presupone la teoría neoclásica.

### Saciedad o saturación
Más allá de cierto umbral finito consumido, una necesidad queda satisfecha y consumir más unidades asociadas a esa necesidad no aporta ninguna satisfacción adicional. Eso implica matemáticamente que a partir de cierto valor finito de la cantidad consumida la derivada de la utilidad marginal se anula idénticamente. Las consecuencias de este principio han sido analizadas por Georgescu-Roegen.

### Separación
De acuerdo con este principio introducido por Lancaster, el consumidor subdivide sus elecciones y necesidades en diversas categorías, débilmente relacionadas unas con otras. Eso implica que los cambios en los índices de precios de un tipo de productos asociados a determinadas necesidades, no afecta prácticamente a las cantidades consumidas de otras categorías, ya que las categorías son básicamente independientes. Así difícilmente una cantidad insuficiente de alimento puede ser compensada por una mayor cantidad de oferta cultural, dado que probablemente el alimento y el deseo de ocio pertenecen a categorías diferentes de deseos y necesidades.
Este principio postkeynesiano contrasta con las hipótesis típicas de la teoría neoclásica donde cualquier disminuición en la cantidad proveída para una necesidad puede ser compensada por una cantidad superior de otro producto.

### Subordinación
Las necesidades son a menudo jerarquizadas, subordinadas unas a otras. Este principio se asocia a menudo a la pirámide de necesidades de Abraham Maslow. Según el principio de subordinación la distribución del presupuesto no consiste en maximizar una utilidad entre bienes disponibles, sino que los bienes situados en un nivel jerárquico no son consumidos a menos que estén mínimamente satisfechas las necesidades de bienes de los niveles jerárquicos inferiores. Esto puede implicar en algunos casos que orden de preferencias de combinaciones de bienes siga un orden lexicográfico. Si eso sucede entonces la función de utilidad asociada a la utilidad marginal tiene que estar representada por un vector cada una de cuyas componentes estaría asociada a un determinado nivel jerárquico de necesidades.

### Crecimiento
Este principio tratado por Georgescu-Roegen y Pasinetti establece, que el tiempo y el crecimiento de la renta disponible para un consumidor hacen que sus preferencias evolucionen escalonadamente y el acceder a niveles de renta superiores hace que se consideren necesidades que previamente no habían sido consideradas.

### Dependencia
El principio de dependencia es el reconocimiento de que los gustos dependen de la publicidad, las modas, el grupo social al que pertenece el agente económico, y no simplemente de unos gustos autónomos objetivos. Este principio fue señalado inicialmente por John Kenneth Galbraith.

### Herencia
El principio de herencia establece que las preferencias actuales de un consumidor dependen de su historia pasada de consumo. Es decir, las elecciones de hoy están condicionadas por las elecciones de ayer. Esto hace que la dinámica de consumo a lo largo del tiempo, no depende de maximizar una función de utilidad objetiva e inmutable, sino que nuestra historia de elecciones pasadas puede ser lo más determinante en la configuración de nuestros gustos actuales. Esto hace que las preferencias de los agentes económicos sean altamente dependientes de su historia vital.

## El equilibrio del consumidor
El primer intento teórico encaminado a proporcionar una explicación válida de la formación de la demanda del consumidor es la teoría de la utilidad. Su fundamento básico se encuentra en el concepto de utilidad, entendida como la capacidad de un bien para satisfacer una necesidad humana.
La utilidad tiene, pues, un carácter objetivo en cuanto es una cualidad que reside en los bienes, y un carácter subjetivo porque al poseer cada individuo gustos y apetencias diferentes, la utilidad que reporta un bien a diversas personas también es diferente.
La forma de medir las preferencias de una persona sería a través de las funciones de utilidad. Si consideramos un individuo que se ve en la necesidad de elegir entre una serie de bienes disponibles (a, b, c, d,.... z), podemos definir una función de utilidad del tipo:

{\displaystyle U_{0}=f(a,b,c,....z)}

El resultado es el índice de utilidad que produce una determinada combinación o cesta de los bienes a los que el consumidor se enfrenta.

### Enfoque cardinalista
Desde un enfoque cardinalista podemos entender que las combinaciones de bienes elegidos reportan al individuo una utilidad que puede ser medida y que atribuye significado a la cuantía de la diferencia entre los valores numéricos que adopte el índice de utilidad.
Esta teoría es la más antigua, de las que estudian el comportamiento de la economía doméstica, es importante por el significado de la distinción que hace entre utilidad marginal y utilidad total.
La utilidad de un bien varía a medida que lo hace la cantidad consumida del mismo. Se denomina utilidad total a la proporcionada por el conjunto de las unidades consumidas del bien considerado, es decir, a la suma de las utilidades que reportan las diversas unidades consumidas.
La utilidad total se comporta de manera que va creciendo a medida que aumenta el consumo de un producto, hasta un punto máximo a partir del cual empieza a disminuir.
A partir de la utilidad total se define el concepto de utilidad marginal como la variación (incremento o disminución) de la utilidad total que resulta de la variación de una unidad en el consumo del bien en cuestión.
La utilidad marginal tiene carácter decreciente para todos los niveles de consumo. En efecto el valor que confiere cualquier consumidor individual a las sucesivas unidades de un determinado bien, disminuirá de modo sostenido a medida que aumente su consumo total de ese bien, manteniéndose constante el consumo de todos los demás bienes.
Así con una determinada renta y dados los precios, el equilibrio del consumidor se produce cuando se da:

{\displaystyle {\frac {U'a}{pa}}={\frac {U'b}{pb}}={\frac {U'c}{pc}}}

El significado económico de esta igualdad supone que la utilidad adicional proporcionada por la última unidad monetaria invertida en la compra y consumo de un determinado bien debe ser igual para todos los bienes. En efecto si esto no se produjese la elección habría sido otra.
La deducción de la curva de demanda a partir de la citada igualdad, supone que si el consumidor ante una subida de precio permanece en la misma combinación de bienes que antes de la subida quedará fuera del equilibrio. El consumidor para alcanzar su nuevo equilibrio tendrá que incrementar la utilidad marginal obtenida de ese producto, lo que dado el carácter decreciente de la misma supone disminuir el consumo del bien. Por tanto, de esta manera se han obtenido dos puntos de la curva de demanda de esta persona para el bien A, el resto de los puntos se obtendrían con la misma mecánica aplicada.

### El comportamiento del consumidor bajo la perspectiva ordinalista

El enfoque ordinal sólo da importancia a la ordenación de las preferencias. Desde este punto de vista no es necesario que los individuos asignen un valor numérico a sus preferencias. Lo importante es que una combinación de bienes proporciona la misma o menos utilidad que otra. Por este motivo, el concepto de utilidad aparece ligado a la visión cardinalista de las preferencias. Según este enfoque la función de utilidad (U) no ha de representar necesariamente una magnitud ordinal o medible. Es claro que a lo largo del proceso que se expone, el valor numérico de U no se ha utilizado en absoluto. Esto es así porque lo único relevante es que curvas de indiferencia que representan mayores niveles de satisfacción deben corresponder a mayores valores de U. Pero toda la teoría expuesta sería igualmente válida si los valores numéricos de U1, U2, y U3 hubiesen sido 2, 3 y 4 que si hubiesen sido 4, 6 y 8 o 4, 9, y 16 respectivamente. Esto es así porque lo único importante de la función (1) es que es capaz de ordenar las combinaciones de bienes adquiribles por el consumidor de forma que arroje valores más altos para las combinaciones preferidas a otras.
Este enfoque parte de un consumidor enfrentado a una serie de bienes (X1, X2...Xn) cuyos precios vienen dados por el mercado (p1,p2...pn) y que dispone de una renta monetaria (R) para adquirirlos. El problema que se plantea consiste en determinar cuáles serán las cantidades demandadas de cada uno de los bienes, habida cuenta de los precios que rigen en el mercado, de su renta y de las preferencias subjetivas que tiene por cada uno de los bienes.
El paradigma de este consumidor individual consistirá en suponer que actúa de forma que, a través de las cantidades demandadas de los n bienes, maximiza el bienestar o satisfacción de sus necesidades individuales. Para ello será, por tanto, preciso formular de manera explícita y operativa la función de satisfacción o de preferencias del consumidor para después aplicarle la restricción que supone su renta y determinar su procedimiento de optimización de su conducta.

## Curvas de indiferencia
Las curvas de indiferencia son uno de los modelos fundamentales del modelo cardinalista que la escuela neoclásica usa para modelizar el comportamiento prototípico de un consumidor. Este modelo puede ilustrarse, en el caso más simple, considerando sólo dos bienes (X e Y) lo que permite recurrir a representaciones gráficas, en casos con más bienes se generaliza el modelo de dos bienes, aunque muchas de las características del modelo de muchos bienes no se pueden representar fácilmente en un gráfico bidimensional.
Supongamos que los dos bienes son deseados por el consumidor de forma que a mayor cantidad poseída de uno de ellos, manteniéndose constante el otro, mayor será la satisfacción. Supongamos que el consumidor se encuentra con una unidad del bien Y y tres del X. De esta combinación de los dos bienes, el consumidor obtiene una determinada satisfacción que él reconoce. Nótese que en las teorías ordinalistas este tipo de "compensaciones" no son posibles, por lo que en dicha teoría en general no existirían curvas de indiferencia completas.
Si se reduce ahora en una unidad la cantidad poseída del bien X de forma que tenga sólo dos unidades del mismo. Esto implicará una disminución de su grado de satisfacción solo compensable mediante el aumento de la cantidad poseída del obró bien (Y). Supongamos que el propio consumidor admite que si recibiera a cambio de esa unidad perdida de X, 0,5 unidades de Y se encontraría en la misma situación que antes. Es decir, su satisfacción sería la misma en el punto B que en el punto inicial (A). Reduzcamos en otra unidad la cantidad poseída del bien X –hasta una sola unidad-, y si el consumidor piensa que necesita a cambio 1,5 unidades del bien Y para compensar esta pérdida, el punto C, representará otra combinación de bienes que, para el consumidor, significa la misma satisfacción que las representadas por los puntos A y B.
Este proceso puede repetirse tantas veces como quiera de forma que, uniendo todos los puntos que representan cantidades de bienes cuya posesión implica la misma utilidad o satisfacción para el consumidor individual, podríamos trazar lo que se llama curva de indiferencia del mismo.
Una curva de indiferencia es, por tanto, el lugar geométrico de las combinaciones de bienes poseídas que representan la misma utilidad o satisfacción de las necesidades para el consumidor individual analizado. Este proceso puede repetirse para combinaciones iniciales distintas de la A y de esta forma podría obtenerse una familia de curvas de indiferencia cada una de las cuales une los puntos que representan combinaciones de X e Y que reportan la misma satisfacción o utilidad al individuo. Formalizando un tanto lo expuesto, la familia de curvas de indiferencia puede venir representada por una función de satisfacción o utilidad que puede formularse como:

(1){\displaystyle U=U(X,Y)}

Donde X e Y son las cantidades de los dos bienes poseídas por el individuo y U es un indicador del grado de satisfacción o utilidad alcanzado por el mismo. Es evidente que, con arreglo a la expresión (1), los puntos de una curva de indiferencia determinada cumplirán la propiedad de que U es constante y por ello una curva de indiferencia genérica puede representarse como:

(2){\displaystyle U(X,Y)=K={\text{const.}}}

Donde K es una constante que indica el nivel de satisfacción alcanzado en cualquiera de los puntos de la curva de indiferencia.

### Propiedades de las curvas de indiferencia
- Cada curva de indiferencia es decreciente. Esto es así porque, como los dos bienes considerados son deseados por el consumidor, si la cantidad poseída de uno de ellos aumenta, la única forma de mantener constante el nivel de satisfacción será disminuir la cantidad poseída del otro.
- Dos curvas cualesquiera de indiferencia no pueden nunca cortarse, es decir tener un punto común. Representado en ella dos curvas de indiferencia cada una de ellas correspondiente a un nivel distinto de utilidad (U0 y U1). Supongamos que ambas curvas se cortan en el punto D. Este punto, por pertenecer a la curva de indiferencia U0 reportará la misma satisfacción que el punto D´, pero también la misma que el punto D´´ por pertenecer, también, a la curva de indiferencia de nivel U1. Pero esto es contradictorio porque la combinación representada por el punto D´ necesariamente ha de reportar mayor satisfacción al consumidor que la D´´ porque teniendo ambas la misma cantidad del bien X (OA), la representada por D´ tiene mayor cantidad del bien Y que la D´´. En consecuencia, la contradicción se debe al cruce de las dos curvas, que no es posible.
- Cada curva de indiferencia representa un mayor nivel de utilidad o satisfacción cuanto más alejada se encuentre del origen.
- Las curvas de indiferencia son convexas respecto al origen de coordenadas. Esto indica simplemente que a medida que va disminuyendo la cantidad poseída de un bien el consumidor lo valora más en términos del otro y por tanto, exige mayores cantidades para resarcir disminuciones adicionales del bien que se va haciendo más escaso.
- Por último, es claro que por cada punto del cuadrante positivo X1 X2 pasa una y solo una curva de indiferencia y en consecuencia, todo el cuadrante positivo puede cubrirse con una familia de curvas de indiferencia. Como en el cuadrante positivo representa todas las posibles combinaciones de los bienes X1 y X2 que el consumidor puede poseer, es claro que la función (1) representa la totalidad de las preferencias del individuo porque valora cualquier posible combinación accesible de bienes.

Estamos ya en posesión del primer término del problema de optimización de la conducta del consumidor individual, a través de la función objetivo a maximizar:

(3){\displaystyle U=U(X,Y)}

que será creciente con X e Y. Las distintas propiedades de las curvas de indiferencia pueden representarse matemáticamente a partir de la expresión (3) de la siguiente forma 
{\displaystyle U'_{X}>0} y {\displaystyle U'_{Y}>0}. Esta expresión indica que la utilidad aumenta al aumentar la cantidad poseída de uno cualquiera de los dos bienes cuando se mantiene constante la cantidad poseída del otro. 

{\displaystyle {\frac {dX}{dY}}=-{\frac {U'_{Y}}{U'_{X}}}<0}

Esta expresión indica que las curvas de indiferencia son decrecientes.
UX Y < 0 y UY Y < 0
Siendo UX = dU/dX y UX X = d2U/dx12
Estas expresiones indican que, a medida que se dispone de mayor cantidad de un bien, los aumentos de utilidad derivados de la adquisición de una unidad más del mismo son cada vez menores. Puesto que UX es el aumento de utilidad derivado de la última unidad consumida de X se le denomina utilidad marginal del bien X de forma que la expresión señalada en la letra A significa que las utilidades marginales son positivas.  

### Representación de las restricciones económicas
¿Qué es lo que impide al consumidor individual obtener un nivel de satisfacción de sus necesidades tan alto como desee, es decir, un valor de U tan elevado como quiera? Indudablemente el hecho de que los bienes X e Y son escasos, tienen un precio, y la renta monetaria de que dispone para adquirirlos está limitada. Si la renta del consumidor es r, es claro que la cantidad máxima que el consumidor puede adquirir de los bienes es aquella que implique un gasto total igual a su renta. Es decir, el consumidor ha de someterse al cumplimiento de la restricción:

(4){\displaystyle P_{x}X+P_{y}Y=r}

El primer miembro es la suma de los desembolsos que es preciso hacer para adquirir las cantidades X e Y de los bienes X e Y (el producto del precio por la cantidad adquirida) y el segundo miembro es su renta disponible para el gasto.
La ecuación (2) representa la restricción presupuestaria al problema de maximización de la utilidad o satisfacción del consumidor y se conoce con el nombre de recta o ecuación de balance o restricción presupuestaria. Su representación geométrica en el cuadrante positivo X Y será una recta. Para una renta monetaria dada tal como, por ejemplo, la r0, la ecuación (2) vendrá representada por la recta AA´cuyas características geométricas serán:
- Ordenadas en el origen: haciendo X nulo en la ecuación (2), que tiene como interpretación económica el supuesto en que el sujeto dedique toda su renta al producto X:

Y = r0/PY
- Abscisas en el origen: anulando Y en la expresión (2), de manera análoga significa aquella combinación del consumidor en que dedica toda su renta al producto Y:

X = r0/PX
Esto indica que cuando mayor sea la renta, manteniéndose constantes los precios de los bienes, la recta de balance estará más alejada del origen, y las variaciones de la renta monetaria (r) se reflejarán en desplazamientos paralelos de dicha recta. En efecto, al variar r los precios no se alteran y, por tanto, la inclinación de la recta sigue siendo la misma. Un incremento de la renta de r0 a r1 producirá un desplazamiento de la recta AA´ a la BB´.
Manteniéndose constante la renta monetaria un cambio en los precios que no sea proporcional, cambiará la inclinación de la recta de balance.. Una disminución del precio de X de pX a p1B producirá un desplazamiento de la recta de balance de AA´ a AB.

#### La resolución del problema del consumidor: el equilibrio
Tenemos ahora planteado el problema del consumidor en los siguientes términos. Se trata de maximizar la expresión (1) sometida a la restricción (2). Es un caso de máximo condicionado.
Los precios de los bienes son un dato para el consumidor que acude al mercado y la renta del mismo está fijada, de forma que se encuentra determinada la recta de balance que representamos por la recta AA´. El problema es obtener la combinación de bienes que mayor satisfacción reporta al consumidor.
El consumidor puede adquirir las combinaciones de bienes representadas por cualquiera de los puntos de la recta AA´. Si se sitúa en un punto F estará sobre una curva de indiferencia de índice U1, pero esta combinación, aunque accesible o factible, no será la que mayor utilidad le reporte. En efecto, si sigue descendiendo sobre su ecuación de balance AA´´ irá accediendo a combinaciones situadas en curvas de indiferencia más alejadas del origen y, por tanto, alcanzando mayores niveles de satisfacción. 
Esto ocurre así hasta el punto E, porque si el consumidor pasa del mismo en su camino descendente por la recta de balance empezará de nuevo a encontrar combinaciones situadas en curvas de indiferencia de índice inferior. Por tanto, el punto de equilibrio, de máxima satisfacción, es el punto E.
Esta situación de equilibrio se caracteriza por que en ella la curva de indiferencia y la ecuación de balance son tangentes entre sí, lo que indica que las inclinaciones geométricas de ambas en el punto E son idénticas. La inclinación de la recta de balance hemos indicado que era (-Px/Py), la inclinación de la curva de indiferencia será:

{\displaystyle {\frac {dY}{dX}}=-{\frac {U'_{X}}{U'_{Y}}}}

o lo que es lo mismo:

{\displaystyle {\frac {U'_{X}}{P_{x}}}={\frac {U'_{Y}}{P_{y}}}(3)}

que es la ecuación representativa de la condición de equilibrio o máxima satisfacción del consumidor y que es conocida como ley de igualdad de las utilidades marginales ponderadas.
La interpretación económica de la ecuación (3) es que cuantificado en UX el aumento de la utilidad que le reporta al consumidor la adquisición de la última unidad del bien X, es decir, su utilidad marginal. El precio de esta adquisición es pX. Por tanto, el primer miembro de (3) indica la utilidad que le reporta al consumidor el gasto de pX euros en comprar la última unidad del bien x1 dividido por ese precio, es decir: la utilidad que le reporta al consumidor el último euro gastado en la adquisición del bien X.
Por tanto la ecuación (3) indica que las últimas unidades monetarias gastadas en ambos bienes han de reportar la misma utilidad al consumidor por de lo contrario no se estaría en equilibrio. En efecto, en caso de que el último euro gastado en la adquisición del X1 reportara más utilidad que la dedicada a Y, debería dedicarse una parte adicional de renta a la adquisición de X a costa de Y porque esto incrementaría la utilidad o satisfacción total.